# آهو، سلندر، طلحک و دیگران
آهو، سلندر، طلحک و دیگران یک فیلم‌نامهٔ سه‌بخشی از بهرام بیضایی است از سالِ ۱۳۵۵ که بر اساسش چند فیلم و تئاتر ساخته شده است.

## متن
این سه اپیزود را بیضایی در سالِ ۱۳۵۵، از روی طرحی از سالِ ۱۳۵۱، نوشت و بهارِ ۱۳۵۶ (۲۵۳۶ شاهنشاهی) به وسیلهٔ انتشاراتِ نگاه در کتابی با عنوانِ آهو، سلندر، طلحک، و دیگران منتشر کرد. «طلحک و دیگران» در نخستین شمارهٔ فصلنامه تئاتر (پاییزِ ۱۳۵۶) نیز چاپ شد.

## فیلم
چهار سال کوششِ بیضایی برای ساختِ فیلمی از این فیلم‌نامه (با بازیِ منوچهر فرید در پارهٔ سوّمش) بی‌نتیجه ماند.

## به زبان‌های دیگر
سهیل پارسا «سلندر» را به انگلیسی ترجمه کرده و به سالِ ۱۹۸۹ میلادی در کانادا بر صحنهٔ تئاتر نمایش داده است.